# 20e étape du Tour d'Italie 2014
Pour un article plus général, voir Tour d'Italie 2014.
La 20e étape du Tour d'Italie 2014 s'est déroulée le samedi 31 mai 2014. Elle part depuis la ville de Maniago et arrive au Monte Zoncolan après 167 km de course. Pour la deuxième journée consécutive, il s'agit d'une étape de difficulté maximale. Après les ascensions du Passo del Pura et du Sella Razzo, l'arrivée se situe au sommet du Monte Zoncolan, gravi depuis le versant ouest depuis Ovaro (10,5 km à 11,5 % de moyenne, pente maximale atteignant 22 %). C'est seulement la cinquième fois que le Tour d'Italie propose l'ascension de ce dernier, la quatrième fois par ce versant.

## Résultats

### Classement de l'étape
|    | Coureur                    | Pays       | Équipe                       |    | Temps           |
| -- | -------------------------- | ---------- | ---------------------------- | -- | --------------- |
| 1  | Michael Rogers             | Australie  | Tinkoff-Saxo                 | en | 4 h 41 min 55 s |
| 2  | Franco Pellizotti          | Italie     | Androni Giocattoli-Venezuela | +  | 38 s            |
| 3  | Francesco Manuel Bongiorno | Italie     | Bardiani CSF                 |    | 49 s            |
| 4  | Nicolas Roche              | Irlande    | Tinkoff-Saxo                 |    | 1 min 35 s      |
| 5  | Brent Bookwalter           | États-Unis | BMC Racing                   |    | 1 min 37 s      |
| 6  | Robinson Chalapud          | Colombie   | Colombia                     |    | 1 min 46 s      |
| 7  | Georg Preidler             | Autriche   | Giant-Shimano                |    | 1 min 42 s      |
| 8  | Maxime Monfort             | Belgique   | Lotto-Belisol                |    | 2 min 12 s      |
| 9  | Dario Cataldo              | Italie     | Sky                          |    | 2 min 24 s      |
| 10 | Simon Geschke              | Allemagne  | Giant-Shimano                |    | 2 min 37 s      |

### Points attribués
|   | Cycliste           | Pays       | Équipe           | Points |
| - | ------------------ | ---------- | ---------------- | ------ |
| 1 | Maarten Tjallingii | Pays-Bas   | Belkin           | 8      |
| 2 | Axel Domont        | France     | AG2R La Mondiale | 4      |
| 3 | Brent Bookwalter   | États-Unis | BMC Racing       | 1      |

|    | Cycliste                   | Pays       | Équipe                       | Points |
| -- | -------------------------- | ---------- | ---------------------------- | ------ |
| 1  | Michael Rogers             | Australie  | Tinkoff-Saxo                 | 15     |
| 2  | Franco Pellizotti          | Italie     | Androni Giocattoli-Venezuela | 12     |
| 3  | Francesco Manuel Bongiorno | Italie     | Bardiani CSF                 | 9      |
| 4  | Nicolas Roche              | Irlande    | Tinkoff-Saxo                 | 7      |
| 5  | Brent Bookwalter           | États-Unis | BMC Racing                   | 6      |
| 6  | Robinson Chalapud          | Colombie   | Colombia                     | 5      |
| 7  | Georg Preidler             | Autriche   | Giant-Shimano                | 4      |
| 8  | Maxime Monfort             | Belgique   | Lotto-Belisol                | 3      |
| 9  | Dario Cataldo              | Italie     | Sky                          | 2      |
| 10 | Simon Geschke              | Allemagne  | Giant-Shimano                | 1      |

### Cols et côtes
|   | Cycliste                   | Pays       | Équipe           | Points |
| - | -------------------------- | ---------- | ---------------- | ------ |
| 1 | Dario Cataldo              | Italie     | Sky              | 32     |
| 2 | Jonathan Monsalve          | Venezuela  | Neri Sottoli     | 20     |
| 3 | Maxim Belkov               | Russie     | Katusha          | 14     |
| 4 | Brent Bookwalter           | États-Unis | BMC Racing       | 10     |
| 5 | Axel Domont                | France     | AG2R La Mondiale | 7      |
| 6 | Francesco Manuel Bongiorno | Italie     | Bardiani CSF     | 4      |
| 7 | Georg Preidler             | Autriche   | Giant-Shimano    | 2      |
| 8 | Maxime Monfort             | Belgique   | Lotto-Belisol    | 1      |

|   | Cycliste                   | Pays       | Équipe        | Points |
| - | -------------------------- | ---------- | ------------- | ------ |
| 1 | Dario Cataldo              | Italie     | Sky           | 14     |
| 2 | Jonathan Monsalve          | Venezuela  | Neri Sottoli  | 9      |
| 3 | Georg Preidler             | Autriche   | Giant-Shimano | 6      |
| 4 | Francesco Manuel Bongiorno | Italie     | Bardiani CSF  | 4      |
| 5 | Brent Bookwalter           | États-Unis | BMC Racing    | 2      |
| 6 | Michael Rogers             | Australie  | Tinkoff-Saxo  | 1      |

| - Ascension du Monte Zoncolan, 1re catégorie (km 167) \| \| Cycliste \| Pays \| Équipe \| Points \| \| - \| -------------------------- \| ---------- \| ---------------------------- \| ------ \| \| 1 \| Michael Rogers \| Australie \| Tinkoff-Saxo \| 32 \| \| 2 \| Franco Pellizotti \| Italie \| Androni Giocattoli-Venezuela \| 20 \| \| 3 \| Francesco Manuel Bongiorno \| Italie \| Bardiani CSF \| 14 \| \| 4 \| Nicolas Roche \| Irlande \| Tinkoff-Saxo \| 10 \| \| 5 \| Brent Bookwalter \| États-Unis \| BMC Racing \| 7 \| \| 6 \| Robinson Chalapud \| Colombie \| Colombia \| 4 \| \| 7 \| Georg Preidler \| Autriche \| Giant-Shimano \| 2 \| \| 8 \| Maxime Monfort \| Belgique \| Lotto-Belisol \| 1 \| |                            |            |                              |        |
| | Cycliste                   | Pays       | Équipe                       | Points |
| 1 | Michael Rogers             | Australie  | Tinkoff-Saxo                 | 32     |
| 2 | Franco Pellizotti          | Italie     | Androni Giocattoli-Venezuela | 20     |
| 3 | Francesco Manuel Bongiorno | Italie     | Bardiani CSF                 | 14     |
| 4 | Nicolas Roche              | Irlande    | Tinkoff-Saxo                 | 10     |
| 5 | Brent Bookwalter           | États-Unis | BMC Racing                   | 7      |
| 6 | Robinson Chalapud          | Colombie   | Colombia                     | 4      |
| 7 | Georg Preidler             | Autriche   | Giant-Shimano                | 2      |
| 8 | Maxime Monfort             | Belgique   | Lotto-Belisol                | 1      |

## Classements à l'issue de l'étape

### Classement général
|    | Cycliste           | Pays      | Équipe                  |    | Temps            |
| -- | ------------------ | --------- | ----------------------- | -- | ---------------- |
| 1  | Nairo Quintana     | Colombie  | Movistar                | en | 83 h 50 min 25 s |
| 2  | Rigoberto Urán     | Colombie  | Omega Pharma-Quick Step | +  | 3 min 07 s       |
| 3  | Fabio Aru          | Italie    | Astana                  |    | 4 min 04 s       |
| 4  | Pierre Rolland     | France    | Europcar                |    | 5 min 46 s       |
| 5  | Domenico Pozzovivo | Italie    | AG2R La Mondiale        |    | 6 min 41 s       |
| 6  | Rafał Majka        | Pologne   | Tinkoff-Saxo            |    | 7 min 13 s       |
| 7  | Wilco Kelderman    | Pays-Bas  | Belkin                  |    | 11 min 09 s      |
| 8  | Cadel Evans        | Australie | BMC Racing              |    | 12 min 00 s      |
| 9  | Ryder Hesjedal     | Canada    | Garmin-Sharp            |    | 13 min 35 s      |
| 10 | Robert Kišerlovski | Croatie   | Trek Factory Racing     |    | 15 min 49 s      |

### Classement par points
|   | Cycliste        | Pays   | Équipe              | Points |
| - | --------------- | ------ | ------------------- | ------ |
| 1 | Nacer Bouhanni  | France | FDJ.fr              | 251    |
| 2 | Giacomo Nizzolo | Italie | Trek Factory Racing | 225    |
| 3 | Elia Viviani    | Italie | Cannondale          | 173    |

### Classement du meilleur grimpeur
|   | Cycliste         | Pays     | Équipe              | Points |
| - | ---------------- | -------- | ------------------- | ------ |
| 1 | Julián Arredondo | Colombie | Trek Factory Racing | 173    |
| 2 | Dario Cataldo    | Italie   | Sky                 | 132    |
| 3 | Nairo Quintana   | Colombie | Movistar            | 88     |

### Classement du meilleur jeune
|   | Cycliste       | Pays     | Équipe       |    | Temps            |
| - | -------------- | -------- | ------------ | -- | ---------------- |
| 1 | Nairo Quintana | Colombie | Movistar     | en | 83 h 50 min 25 s |
| 2 | Fabio Aru      | Italie   | Astana       | +  | 4 min 04 s       |
| 3 | Rafał Majka    | Pologne  | Tinkoff-Saxo |    | 7 min 13 s       |

### Classements par équipes

#### Classement aux temps
|   | Équipe                  | Pays     |    | Temps             |
| - | ----------------------- | -------- | -- | ----------------- |
| 1 | AG2R La Mondiale        | France   | en | 251 h 19 min 01 s |
| 2 | Omega Pharma-Quick Step | Belgique | +  | 19 min 23 s       |
| 3 | Tinkoff-Saxo            | Russie   |    | 26 min 54 s       |

#### Classement aux points
|   | Équipe                  | Pays        | Points |
| - | ----------------------- | ----------- | ------ |
| 1 | Omega Pharma-Quick Step | Belgique    | 316    |
| 2 | Sky                     | Royaume-Uni | 289    |
| 3 | Bardiani CSF            | Italie      | 278    |

### Autres classements
|   | Cycliste           | Pays     | Équipe                       | Points |
| - | ------------------ | -------- | ---------------------------- | ------ |
| 1 | Marco Bandiera     | Italie   | Androni Giocattoli-Venezuela | 32     |
| 2 | Andrea Fedi        | Italie   | Neri Sottoli                 | 26     |
| 3 | Maarten Tjallingii | Pays-Bas | Belkin                       | 23     |

|   | Cycliste         | Pays     | Équipe              | Points |
| - | ---------------- | -------- | ------------------- | ------ |
| 1 | Julián Arredondo | Colombie | Trek Factory Racing | 37     |
| 2 | Tim Wellens      | Belgique | Lotto-Belisol       | 33     |
| 3 | Nairo Quintana   | Colombie | Movistar            | 30     |

|   | Cycliste       | Pays      | Équipe       | Points |
| - | -------------- | --------- | ------------ | ------ |
| 1 | Nacer Bouhanni | France    | FDJ.fr       | 14     |
| 2 | Nairo Quintana | Colombie  | Movistar     | 9      |
| 3 | Michael Rogers | Australie | Tinkoff-Saxo | 8      |

|   | Cycliste           | Pays     | Équipe                       | Points |
| - | ------------------ | -------- | ---------------------------- | ------ |
| 1 | Andrea Fedi        | Italie   | Neri Sottoli                 | 608    |
| 2 | Marco Bandiera     | Italie   | Androni Giocattoli-Venezuela | 504    |
| 3 | Maarten Tjallingii | Pays-Bas | Belkin                       | 391    |

| \| \| Cycliste \| Pays \| Équipe \| Points \| \| - \| ---------------- \| ------ \| ------------ \| ------ \| \| 1 \| Nacer Bouhanni \| France \| FDJ.fr \| 14 \| \| 2 \| Fabio Aru \| Italie \| Astana \| 13 \| \| 3 \| Enrico Battaglin \| Italie \| Bardiani CSF \| 12 \| |                  |        |              |        |
| | Cycliste         | Pays   | Équipe       | Points |
| 1 | Nacer Bouhanni   | France | FDJ.fr       | 14     |
| 2 | Fabio Aru        | Italie | Astana       | 13     |
| 3 | Enrico Battaglin | Italie | Bardiani CSF | 12     |

## Abandon
Aucun.